# Ásványmúzeum (Siófok)
A Siófokon látogatható Ásványmúzeum, Kövecses-Varga Lajos gyűjtemény a legnagyobb magán ásványgyűjtemény Közép-Európában. 1986 óta államilag védett, az erdélyi ritkaságokat tekintve a világon egyedülálló magánkollekció. 2016 óta az MTA és ELTE szakembereinek javaslatára, valamint a Forster Gyula Örökségvédelmi Központ közreműködésével fokozottan védett magyar nemzeti kincs.
A gyűjtemény a Kárpát-medence történelmi bányahelyeiben talált ásványokra koncentrál, különös tekintettel az erdélyi bányavidék ritkaságaira. Mindemellett a világ számos egzotikus tájáról is láthatunk itt érdekes példányokat.

Meglátogatható Siófok város központjában, a  Kálmán Imre sétány 10. alatt. Tulajdonosa Kövecses-Varga Lajos; a teljes 12 000 darabos gyűjteményéből itt több mint 3000 darab látható.

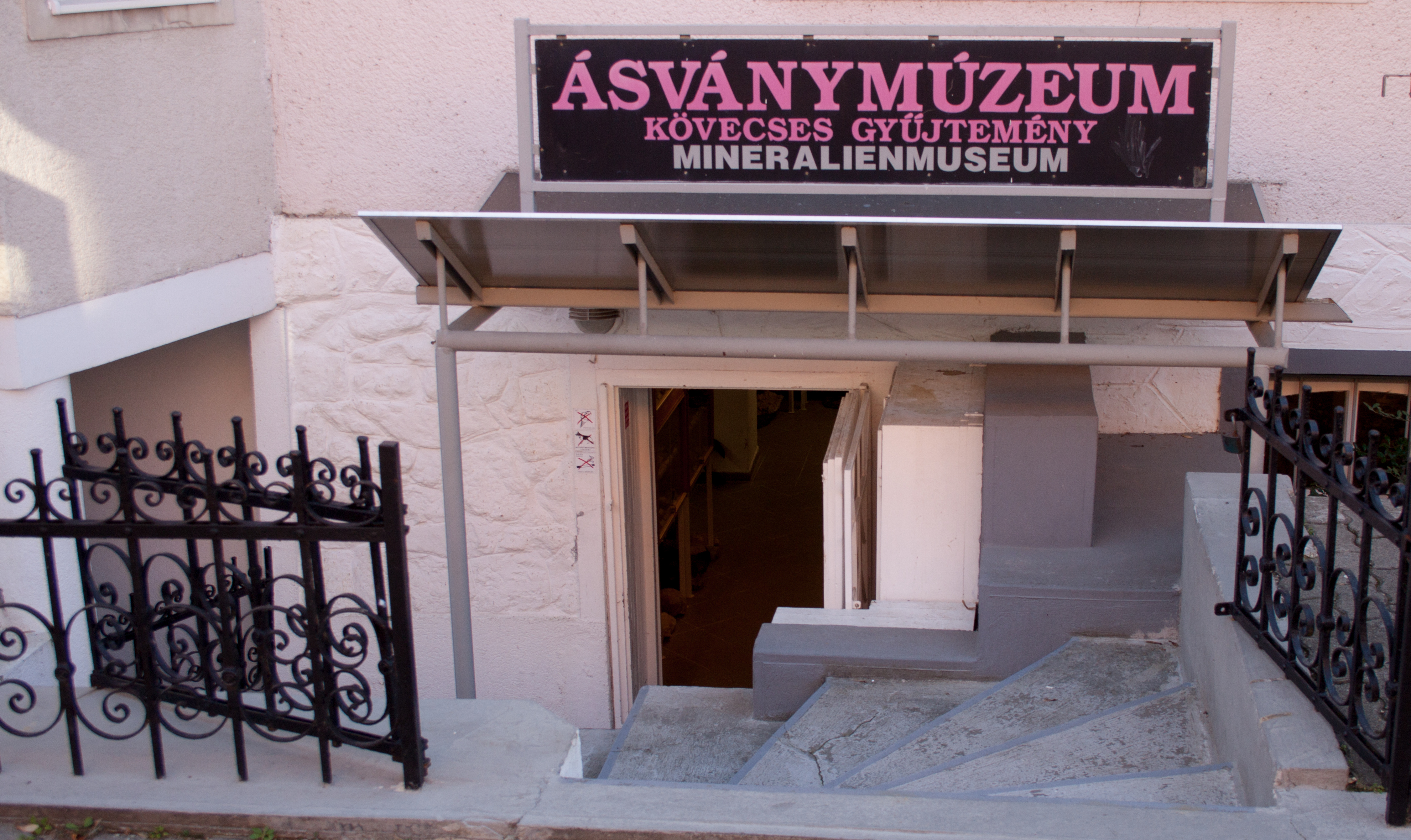
A Múzeum bejárata a Kálmán Imre sétányon
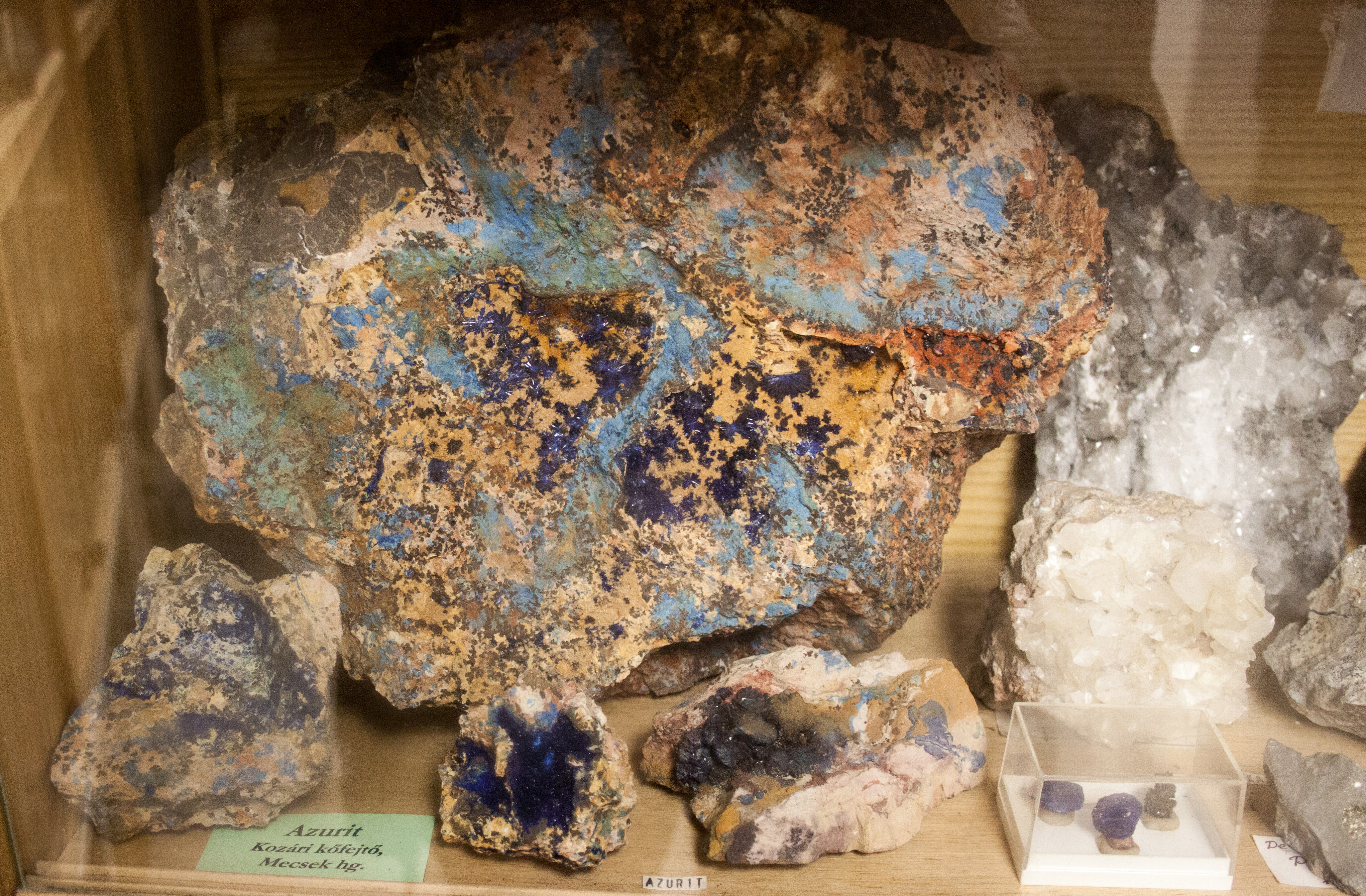
Azurit a kozári kőfejtőből (Mecsek)
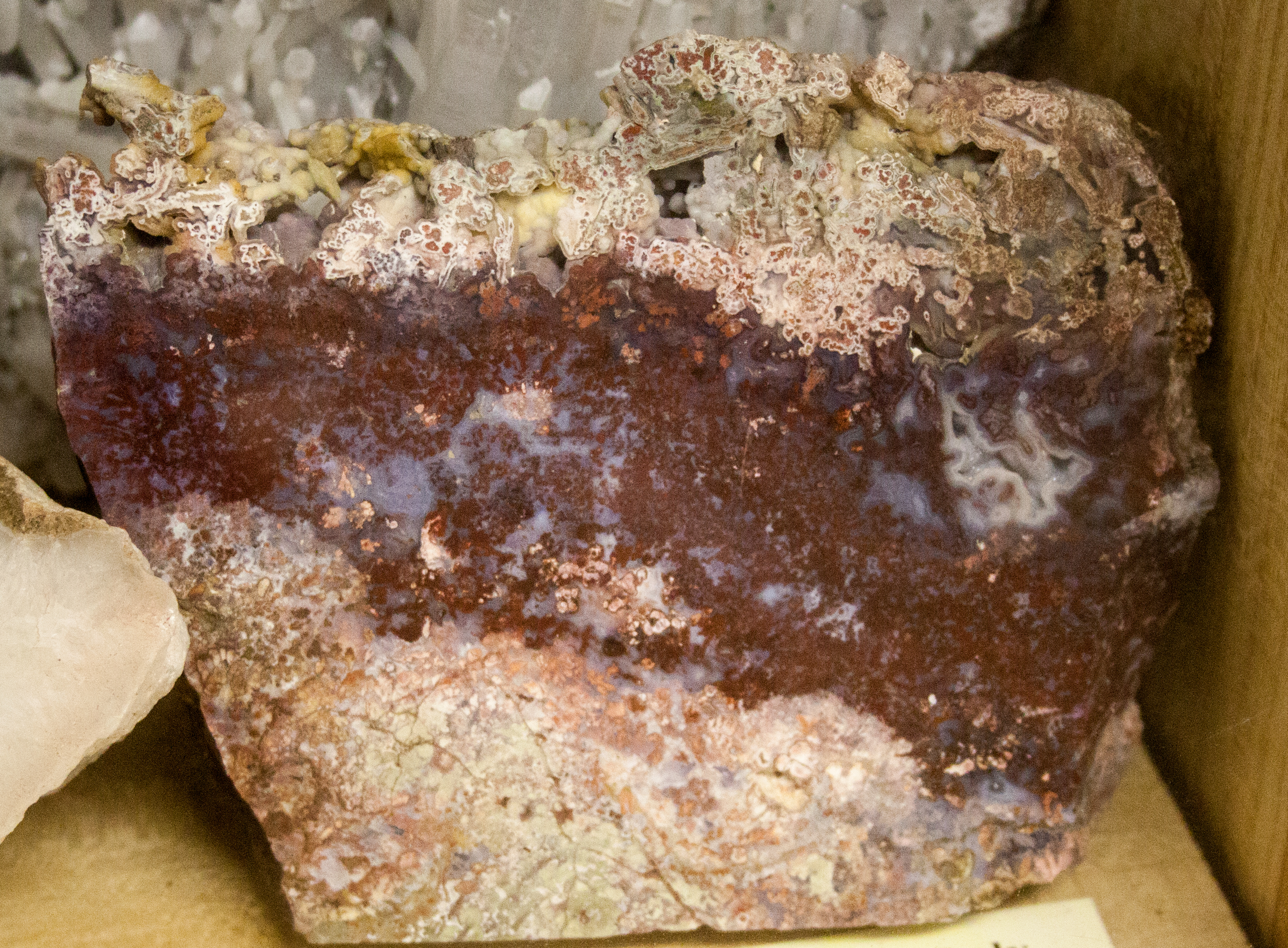
Jáspis Romoszhelyről
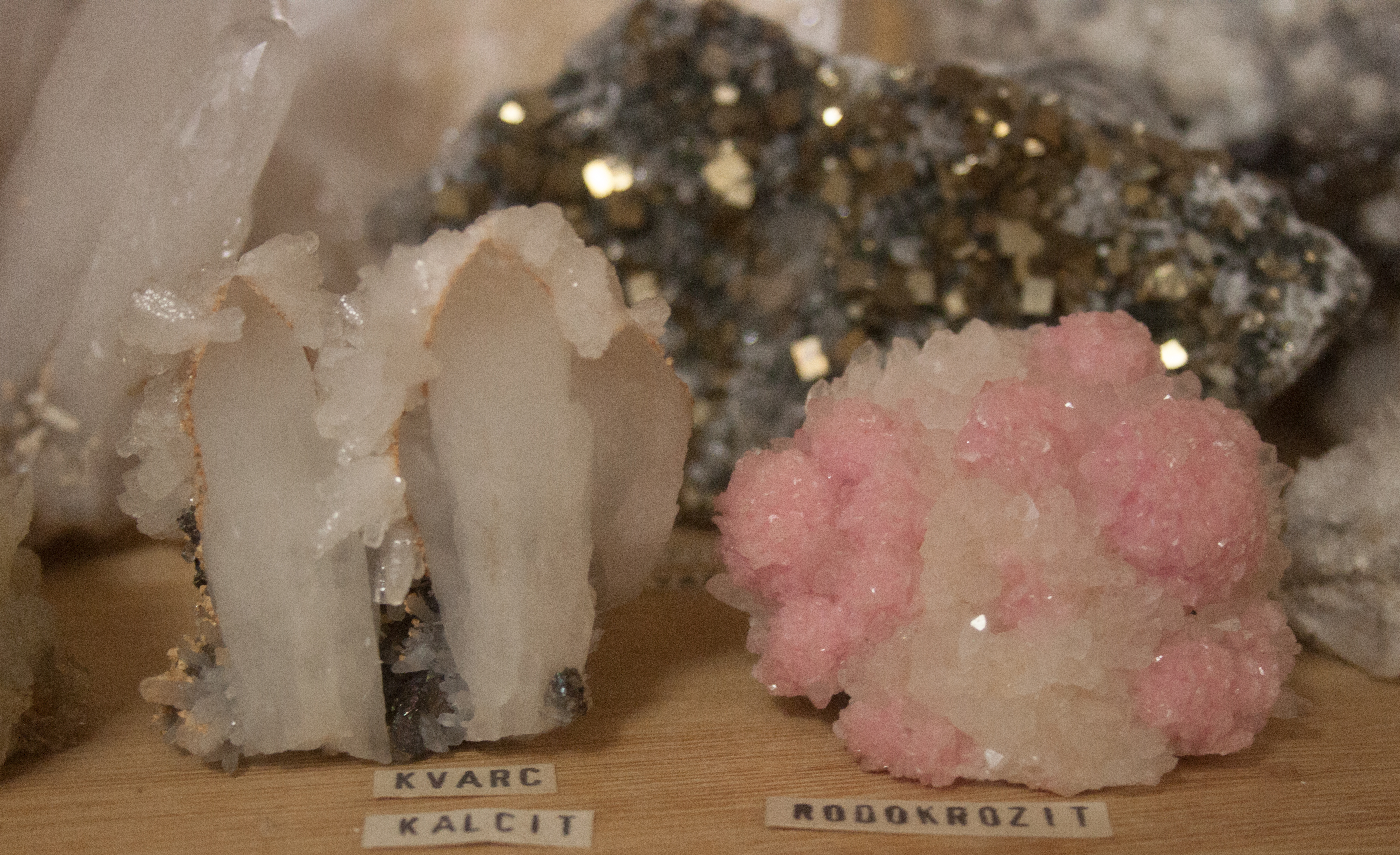
Kalcit, rodokrozit
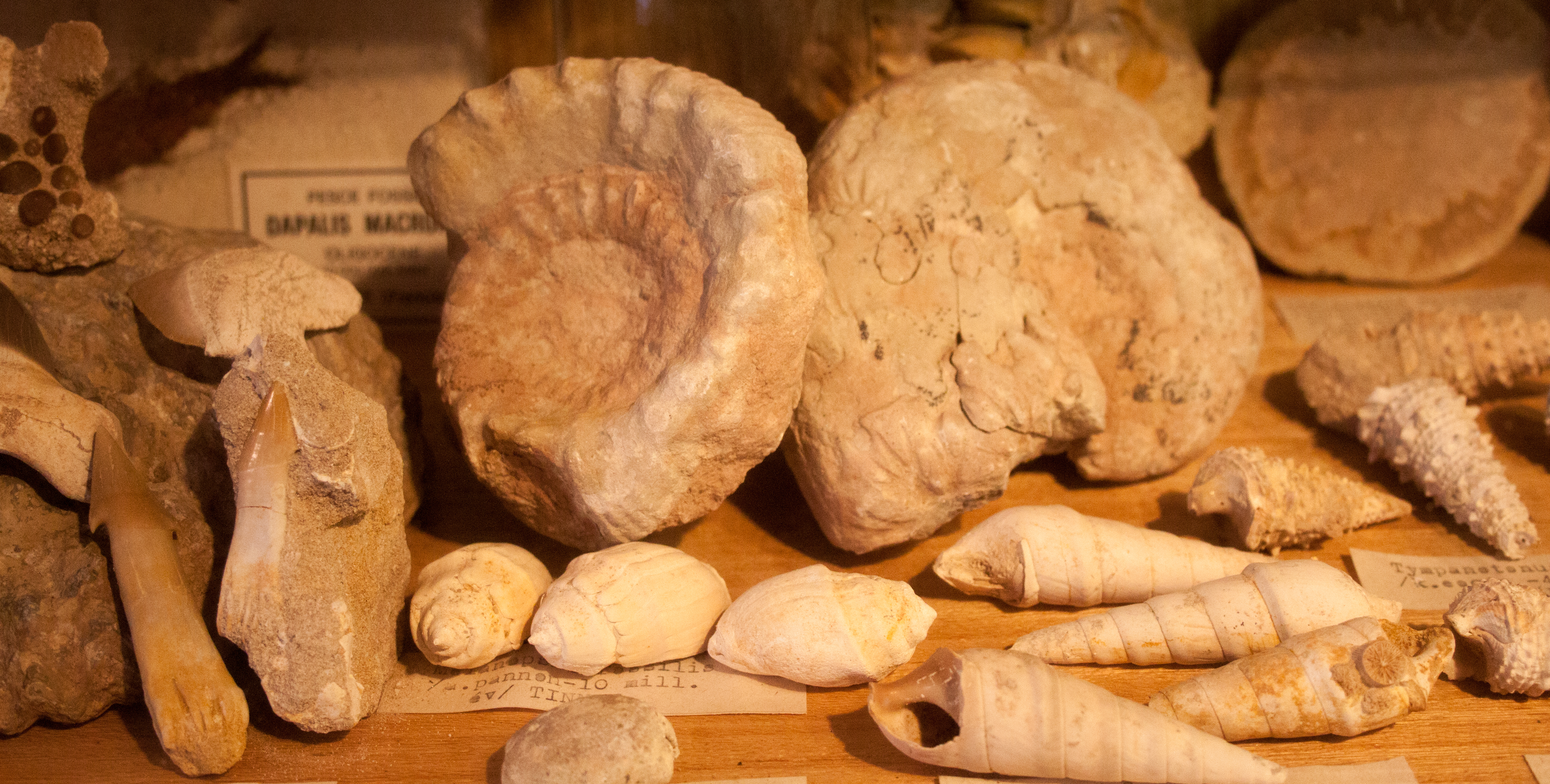
Fosszíliák az Ásványmúzeumban
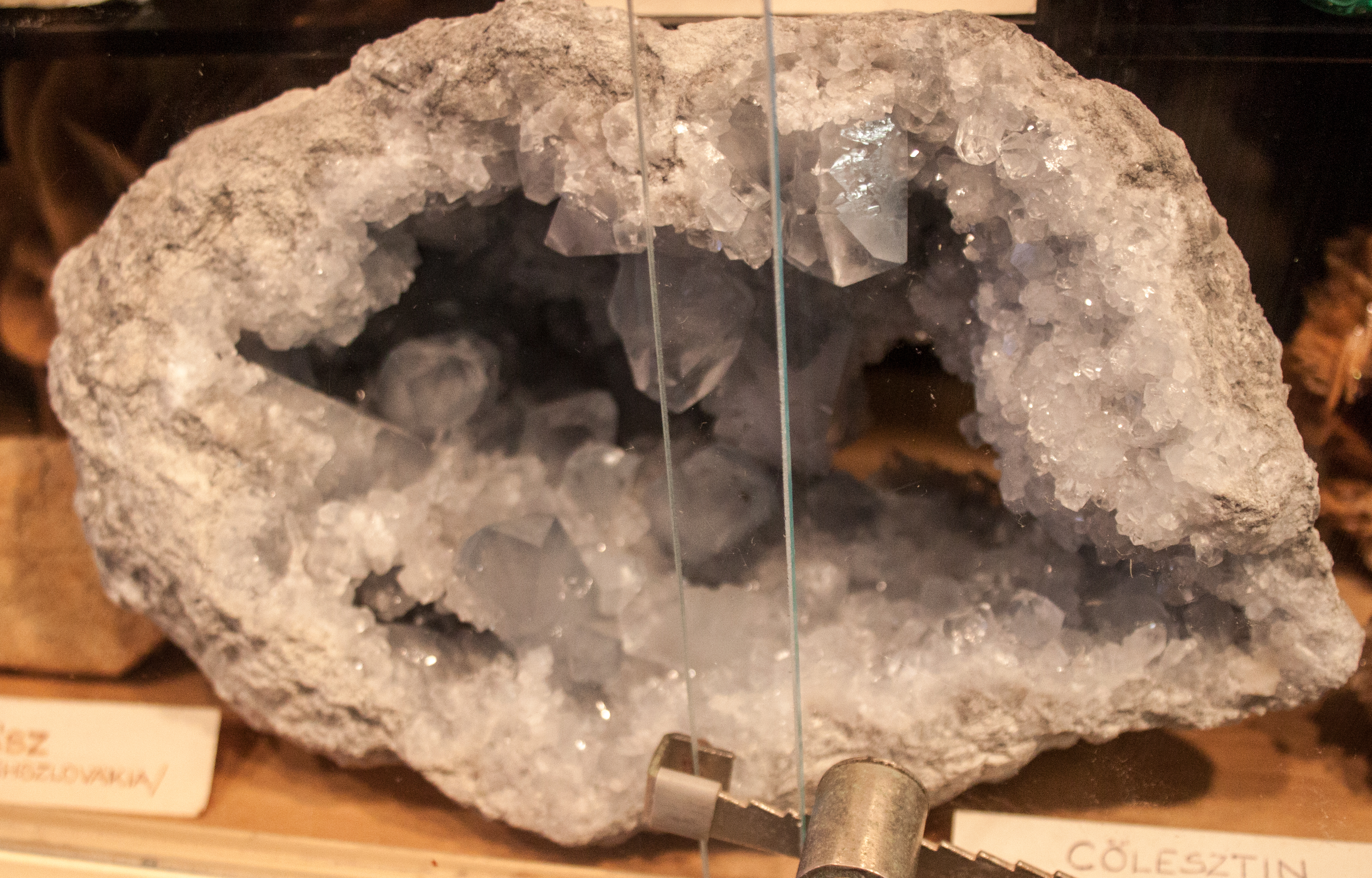
Cölesztin Madagaszkárról
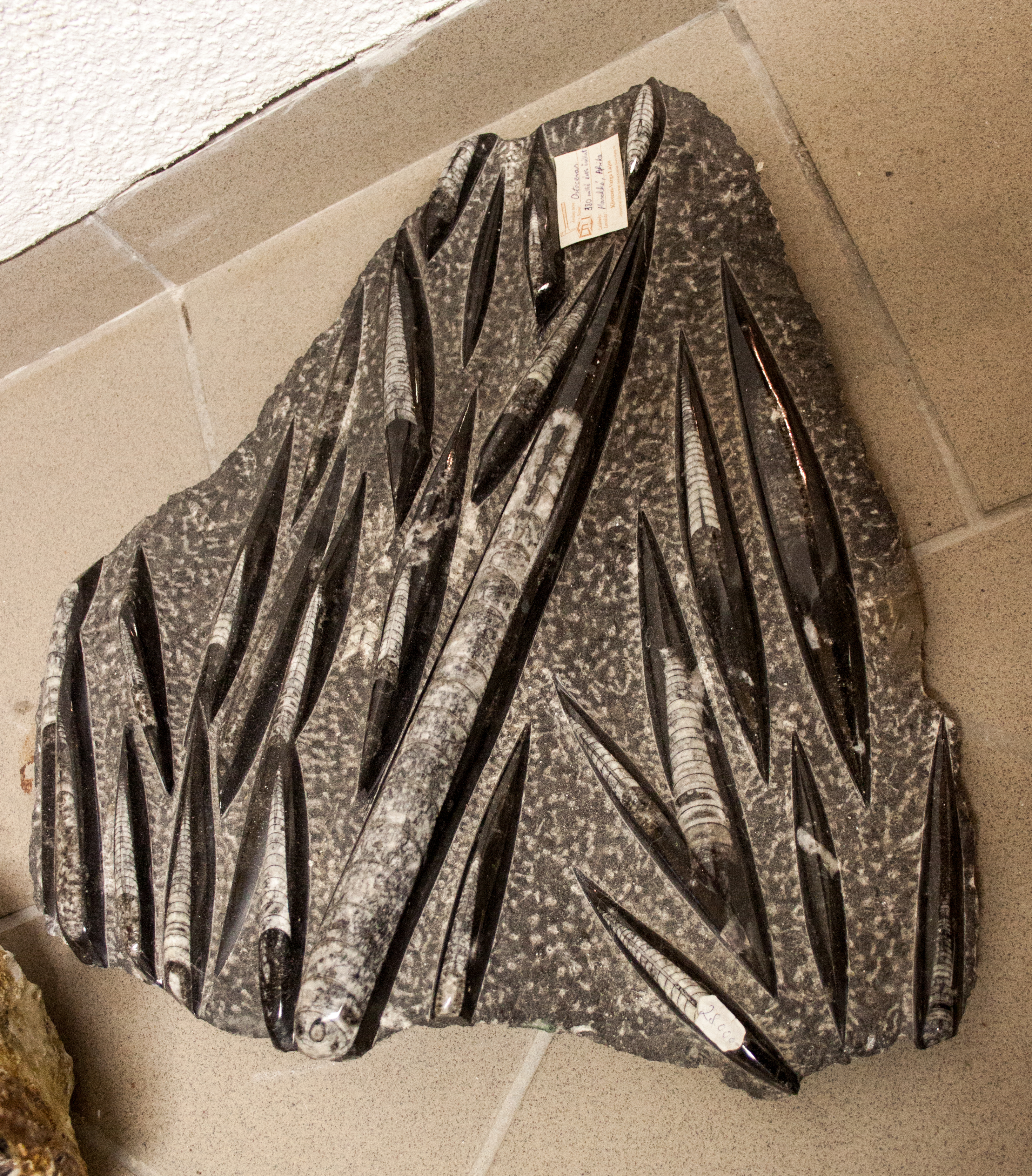
Orthoceras Marokkóból
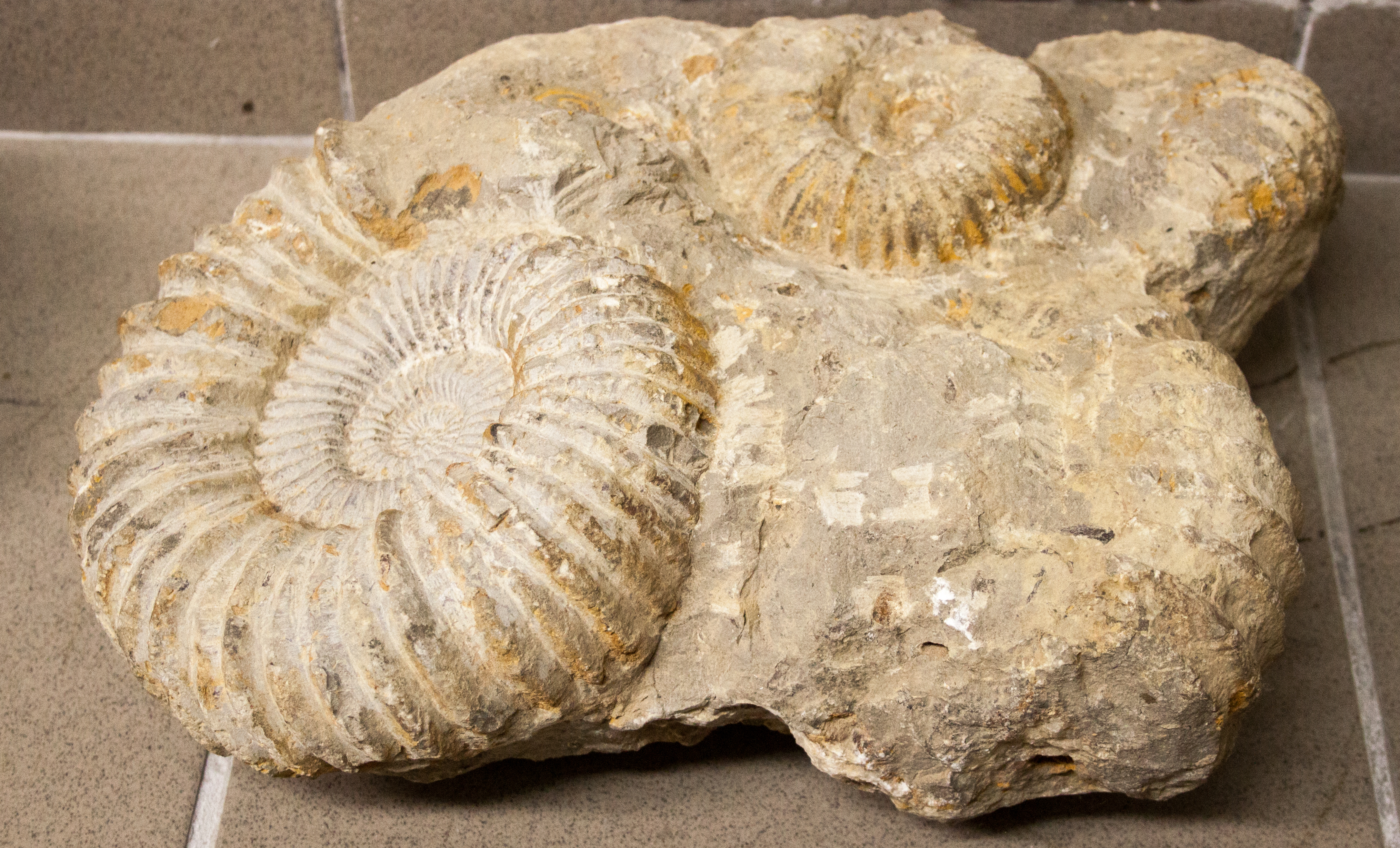
Ammoniteszek
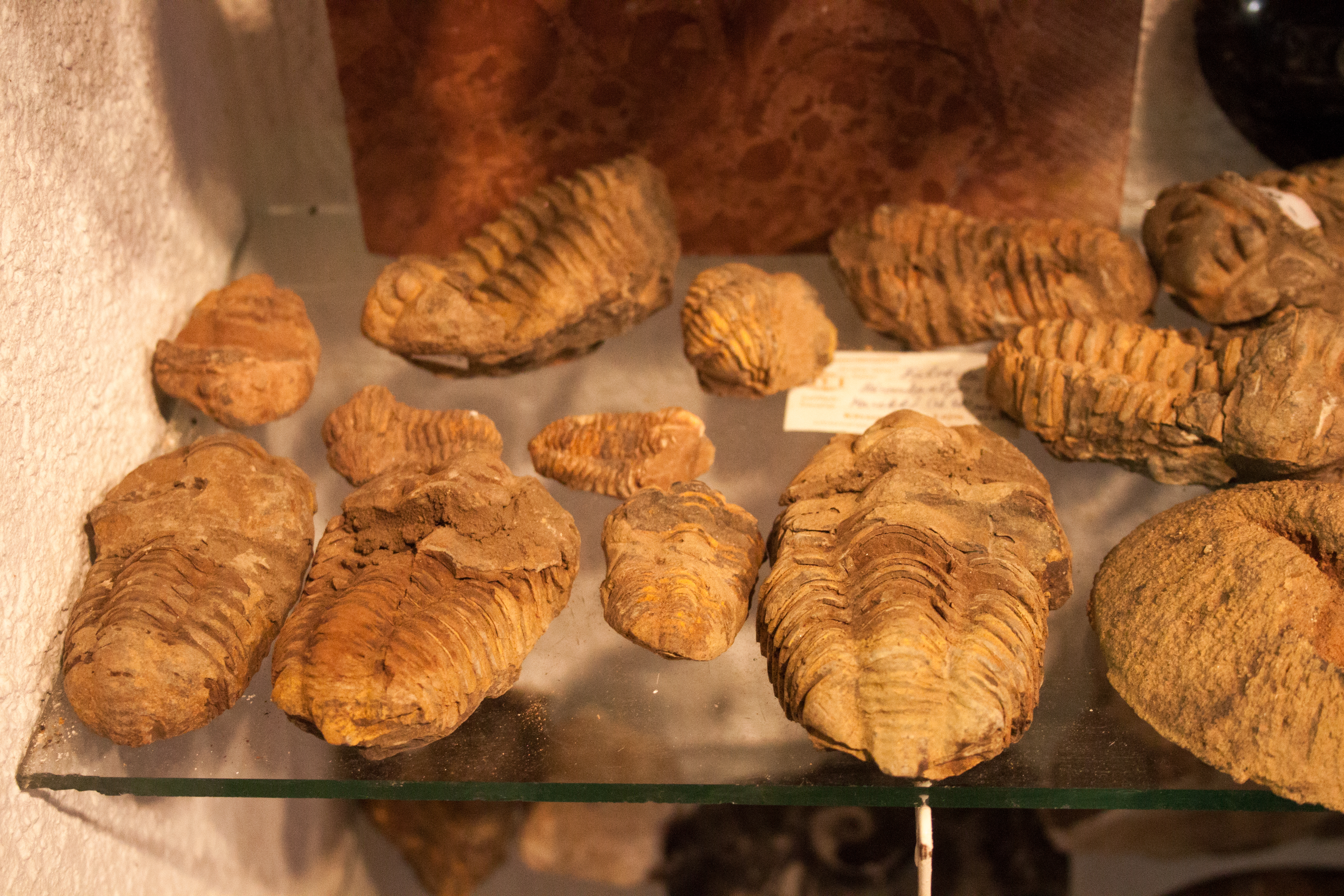
Trilobiták

A múzeum tulajdonosa, Kövecses-Varga Lajos ásványgyűjtő 2004-ben egy új ásványfajtát is talált Mányon, a régi szénbánya meddőhányóján, amit Koch Sándor neves magyar mineralógusról kochsándoritnak nevezett el. A kochsándorit első példánya is a siófoki Ásványmúzeumban található.